# Грошева, Елена Андреевна
Елена Андреевна Грошева (29 августа [11 сентября] 1908, Баку — 25 февраля 2002, Москва) — советский музыковед, Заслуженный деятель искусств РСФСР (1974). Музыкальный лектор Всесоюзного радиокомитета, главный редактор журнала «Советская музыка» (1961—1970).

## Биография
Елена Андреевна Грошева родилась 29 августа [11 сентября] 1908 года в Баку в семье гобоиста оперного оркестра Бакинского театра.
В 1932 году завершила обучение в Тифлисской консерватории по классу фортепиано, обучение проходила у педагога Т. И. Тер-Степановой, в 1937 году окончила обучение на историко-теоретическом факультете Московской консерватории.
С 1935 года работала музыкальным лектором Всесоюзного радиокомитета. С 1937 по 1941 годы являлась сотрудником и автором газеты «Музыка», «Советское искусство», «Известия», «Правда», «Литературная газета», журнал «Советское искусство», «Смена», «Театр» и другие. С 1943 по 1948 годы работала старшим инспектором Главного управления музыкальных учреждений Всесоюзного комитета по делам искусств при Совете Министров СССР. С 1950 года являлась членом редколлегии, с 1961 по 1970 годы работала главным редактором журнала «Советская музыка». С 1963 по 1966 годы была членом Комитета по Ленинским премиям.
Активный участник музыкального сообщества. Автор более 100 статей, посвященных преимущественно советской музыке и советскому исполнительскому творчеству. В своих работах изучала проблемы оперы и оперетты, исследовала историю русского оперного театра, много трудов посвящены творчеству отечественных вокалистов и композиторов. Член Союза композиторов СССР.
Проживала в Москве. Умерла 25 февраля 2002 года.

## Научные труды и монографии
- Грошева Е. А. Пушкин в опере, в сб.: Пушкин на сцене Большого театра, [М.], 1949;
- Грошева Е. А. А. И. Алексеев, М.-Л., 1949;
- Грошева Е. А. Молодёжь на оперной и симфонической эстраде, в сб.: Молодые музыканты, М.-Л., 1949;
- Грошева Е. А. К. Г. Держинская, М., 1952;
- Грошева Е. А. Колыбель национальной оперной школы, «Театр», 1951, № 5;
- Грошева Е. А. Пути советской оперетты, в сб.: Советская музыка, М., 1954;
- Грошева Е. А. Катульская, М., 1957;
- Грошева Е. А. Федор Иванович Шаляпин (редактор-составитель и коммент.). В 2-х тт. М., 1957—1958;
- Грошева Е. А. Образ народа в советской опере, в кн.: Советская опера. Сб. статей, М., 1953;
- Грошева Е. А. Сергей Яковлевич Лемешев (составление и редактирование) М., 1960;
- Грошева Е. А. Большой театр СССР, М., 1960;
- Грошева Е. А. После гастролей «Комише опер», «Советская музыка», 1960, № 1.
- Ф. И. Шаляпин. Литературное наследство. Письма. Воспоминания. Статьи. В 3-х тт. М.: Искусство, 1976 (изд. 3-е, испр. и доп.; Е. А. Грошева — редактор-составитель, автор вступительной статьи, комментариев).